# Русский фольклор

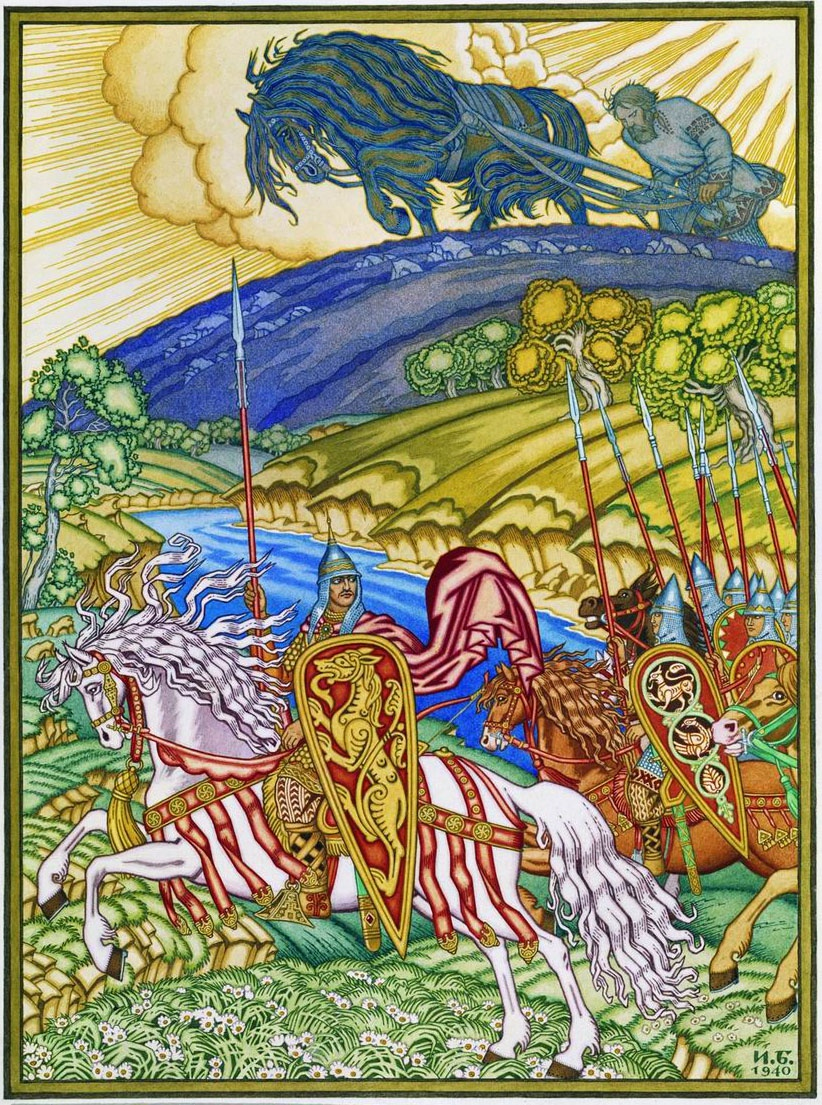
Иван Билибин. «Вольга Святославович и Микула Селянинович»

Ру́сский фолькло́р (русское устное народное поэтическое творчество) — в узком смысле словесная (устная) составляющая русской традиционной культуры; в широком смысле все духовные сферы русской традиционной культуры.
Русский фольклор передавался из поколения в поколение в виде песен или сказаний, авторство которых не сохранилось. Размер произведений русского фольклора варьируется от эпической былины до короткой пословицы. Научный интерес к фольклору возник в первой половине XVIII века — его изучали В. Н. Татищев, В. К. Тредиаковский и М. В. Ломоносов. Важнейшие жанры русского фольклора — былины, песни, сказки и заговоры.

## Основные жанры

### В историческом плане
- Древнерусский фольклор
- Фольклорные жанры восточных славян эпох Древнерусского государства (IX—XII века) и феодальной раздробленности (XII—XV века)[1][1]:
  - сказка;
  - героический эпос: былина, предание, причитания, славы и плачи, заговоры, паремии или речевые клишированные формулы (пословицы, поговорки, загадки, поверья, приметы, пожелания, клятвы, божбы, проклятия и пр.) и т. д.

- Новые фольклорные жанры после принятия христианства[1]:
  - духовный стих и христианская легенда;

- новые жанры централизованного Русского государства (с конца XV по XVII века)[1]:
  - историческая песня, баллада, лирическая песня;

- новые фольклорные формы и жанры Российской империи (XVIII — нач. XX века)[1]:
  - театр, лубок, маршевая песня, песня литературного происхождения, частушка, жестокий романс;
  - рабочий фольклор: сказ, песня рабочих;

- спонтанные культурные жанровые формы второй половины XX века[1]:
  - молва, сплетня, современный суеверный рассказ, посвятительные обряды и пр.

### Систематизация жанров
Традиционная систематизация разделяла фольклорные жанры на эпос, лирику, драму. Однако современные фольклористы предпочитают деление на сферы: прозаическую, музыкально-песенную, обрядово-игровую, театральную и пармиологическую (клишированные речевые формулы).

#### Эпос
В русском фольклоре эпос передаётся через песню или прозу.
- Песенные жанры: былина, скоморошина, историческая песня (XIV—XIX века), баллада (с трагической развязкой), духовный стих (ветхозаветные и евангельские персонажи). К последним относится песенная лирика сектантов-мистиков («Как у нас было на тихом Дону…», «Откуда чай и кофе, табак и картофель» и др.).
- Прозаические жанры делятся на сказочную и несказочную прозу:
  - сказочная проза: сказки, небылицы, анекдоты;
  - несказочная проза: былички (о чём-либо сверхъестественном), легенды и предания[1].

#### Лирика
Русская фольклорная лирика делится на два жанра: песни и частушки. Обрядовая поэзия связана с определённым обрядом различных циклов: календарного, семейного и в особых случаях (пожары, засухи, эпидемии и т. п.).
- 1) корни календарного цикла — в язычестве. Цикл подвергся влиянию церковно-христианской культуры. Делится на три периода: зимний, весенне-летний и осенний; все включают ритуальные действия (обряды)[1]:
  - зимний период: Рождество (25 декабря / 6 января), Святки (7-17 января), Крещение (6 января), Масленица (восьмая неделя перед Пасхой)
  - весенне-летний период:
    - встреча весны: Жаворонки (9/22 марта); Кликание весны (март, апрель, май);
    - Средокрестие (середина Великого поста),
    - Вербное воскресенье (6-е воскресенье Великого поста),
    - Чистый четверг (на Страстной неделе, апрель),
    - Пасха (первое воскресенье после полнолуния, наступающего не ранее весеннего равноденствия 21 марта),
    - Егорьев день (23 апреля / 6 мая),
    - Семик (Русалчин Велик день, Троица умерших; 7-й четверг после Пасхи, за три дня до Троицы),
    - Троица (50-й день после Пасхи),
    - Духов день (51-й день после Пасхи),
    - Заговенье,
    - Иван Купала (24 июня / 7 июля),
    - Петров день (29 июня / 12 июля);
    - Казанская летняя (8/21 июля);

  - осенний период: Покров день (14 октября), Кузьминки осенние (1/14 ноября), Казанская осенняя (22 октября / 4 ноября)[1].

- 2) семейный цикл включает свадебный, родильно-крестильный и похоронно-поминальный обряды[1].

#### Драма
- Народный театр (как уличный, так и в помещении) — это народная драма, кукольный и раёшный театр, и балаганные приговоры[1].

#### Другое

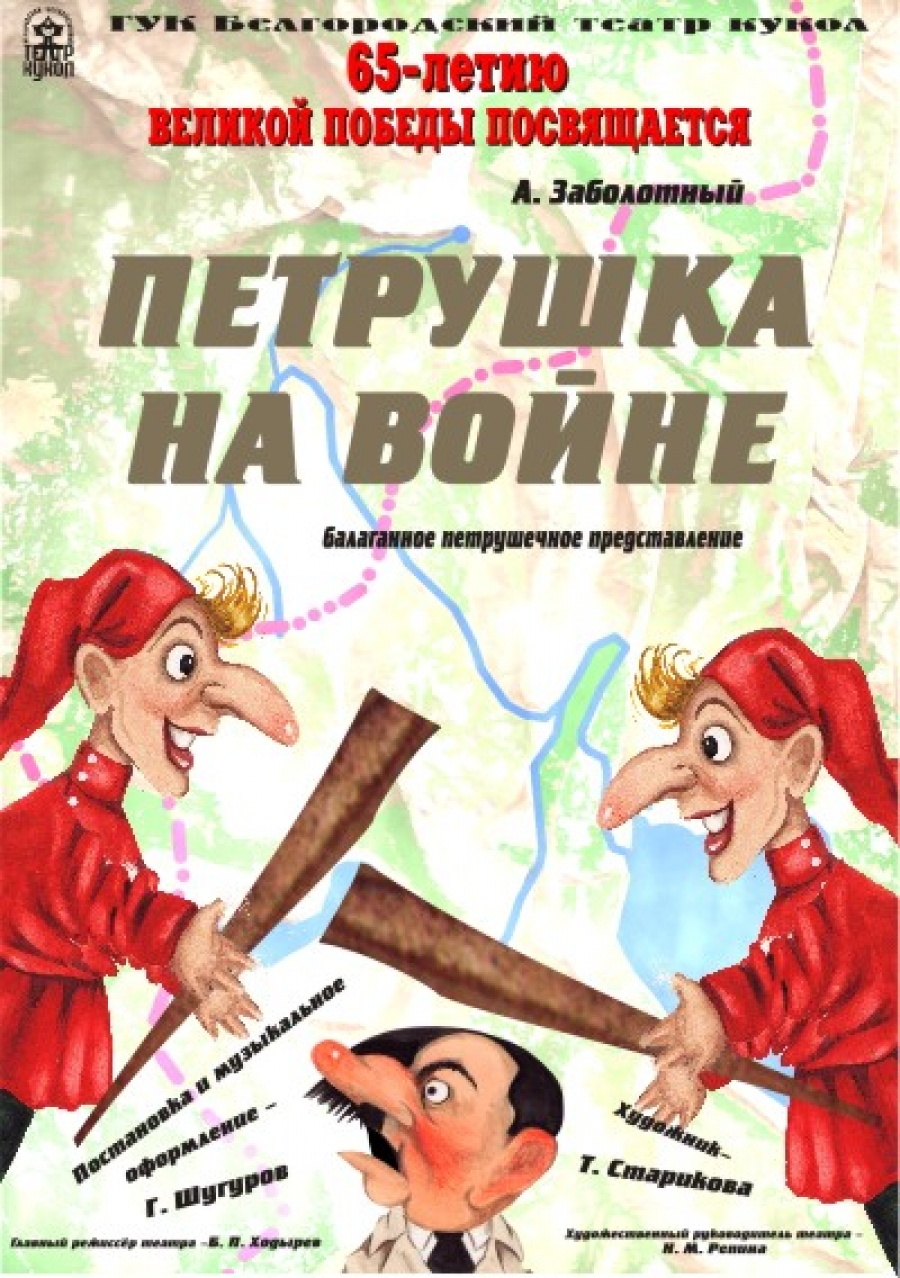
«Петрушка на войне», афиша Белгородского театра кукол, 2010

Паремии (речевые клишированные формулы) — пословицы, поговорки, загадки, поверья, приметы, пожелания, клятвы, божбы, проклятия и пр. — именуются также малыми фольклорными жанрами.
Детский фольклор создаётся либо взрослыми для детей, либо самими детьми.
- Материнский фольклор включает колыбельные песни, пестушки, потешки и пр.
- Собственно детский фольклор — это дразнилки, отговорки, скороговорки, анекдоты, страшилки, пугалки, садистские стишки, магические вызывания, загадки, мирилки, бытовые приговоры, приметы, анкеты, альбомы, гадалки, письма счастья и др.[1]

Не упомянутые выше жанры:
- Байка
- Бывальщина
- Докучная сказка
- Жнивная песня
- Календарно-обрядовые песни (колядки, подблюдные песни, троицко-семицкие, купальские, жнивные и т. д.)

## Галерея

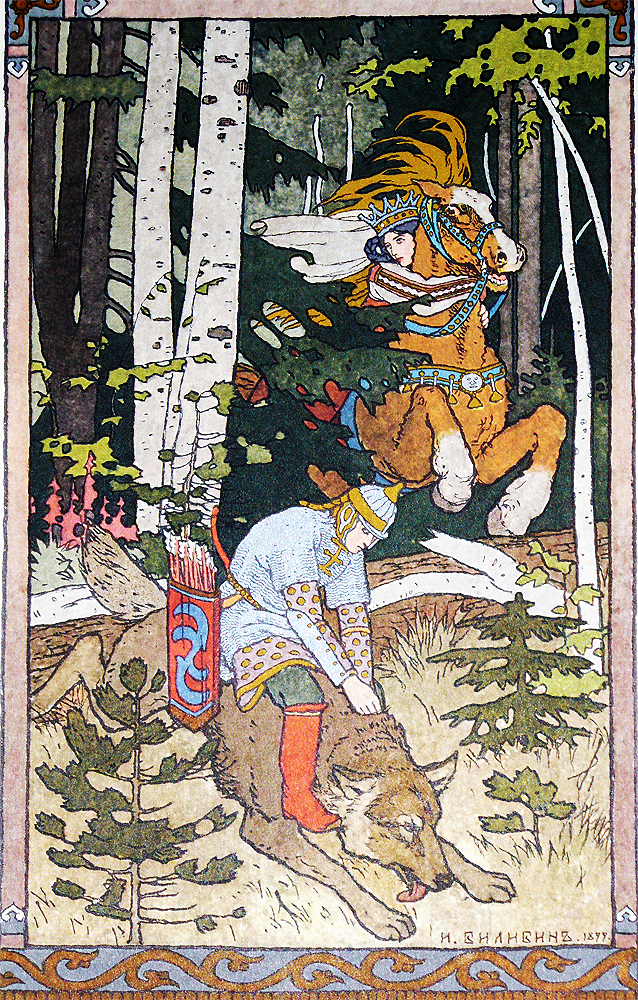
И. Я. Билибин «Иван-царевич на Сером Волке и Елена Прекрасная» (1899)
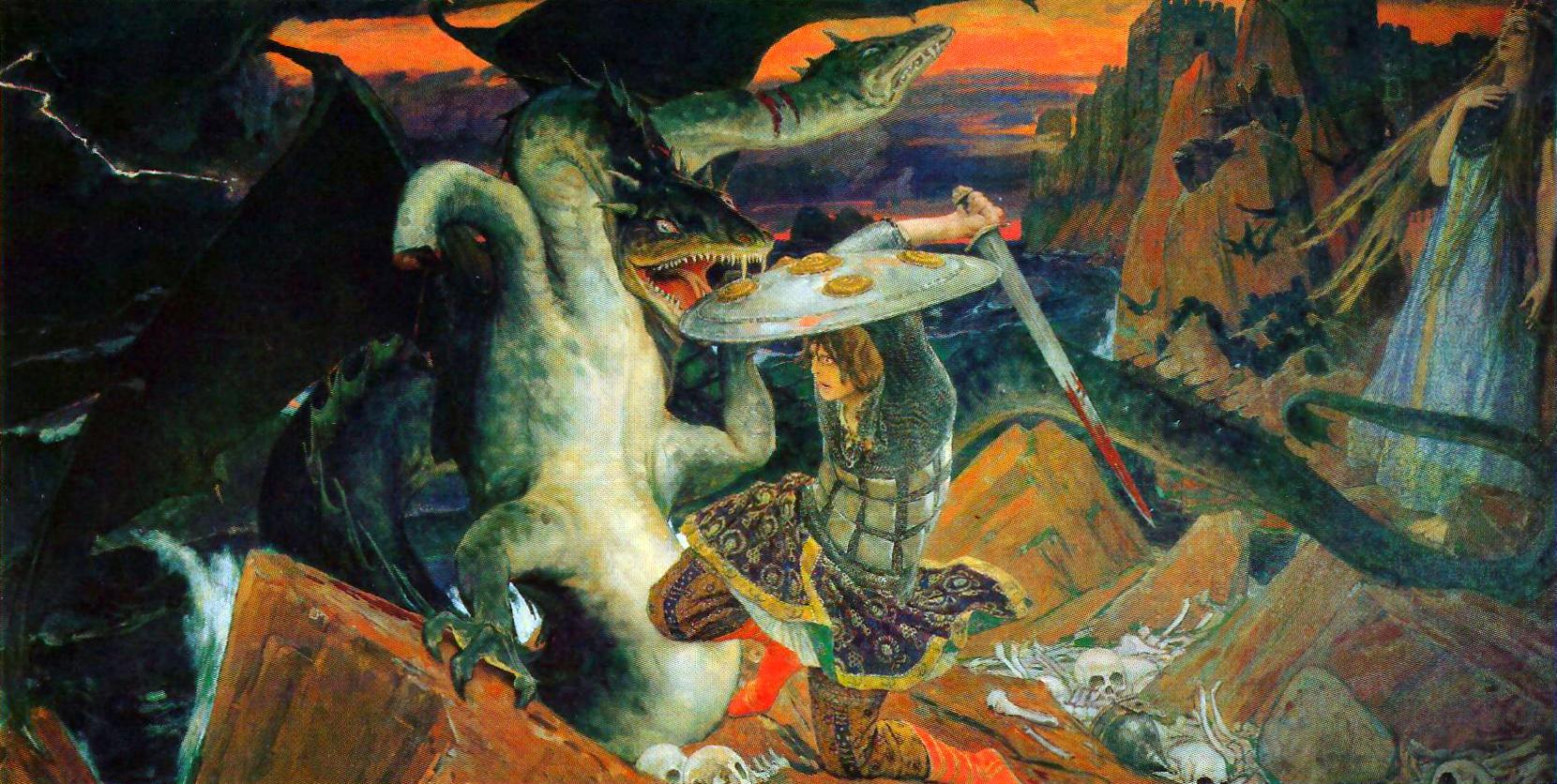
В. М. Васнецов «Бой Ивана Царевича с трёхглавым морским змеем» (1912). Дом-музей В.М. Васнецова, Москва.
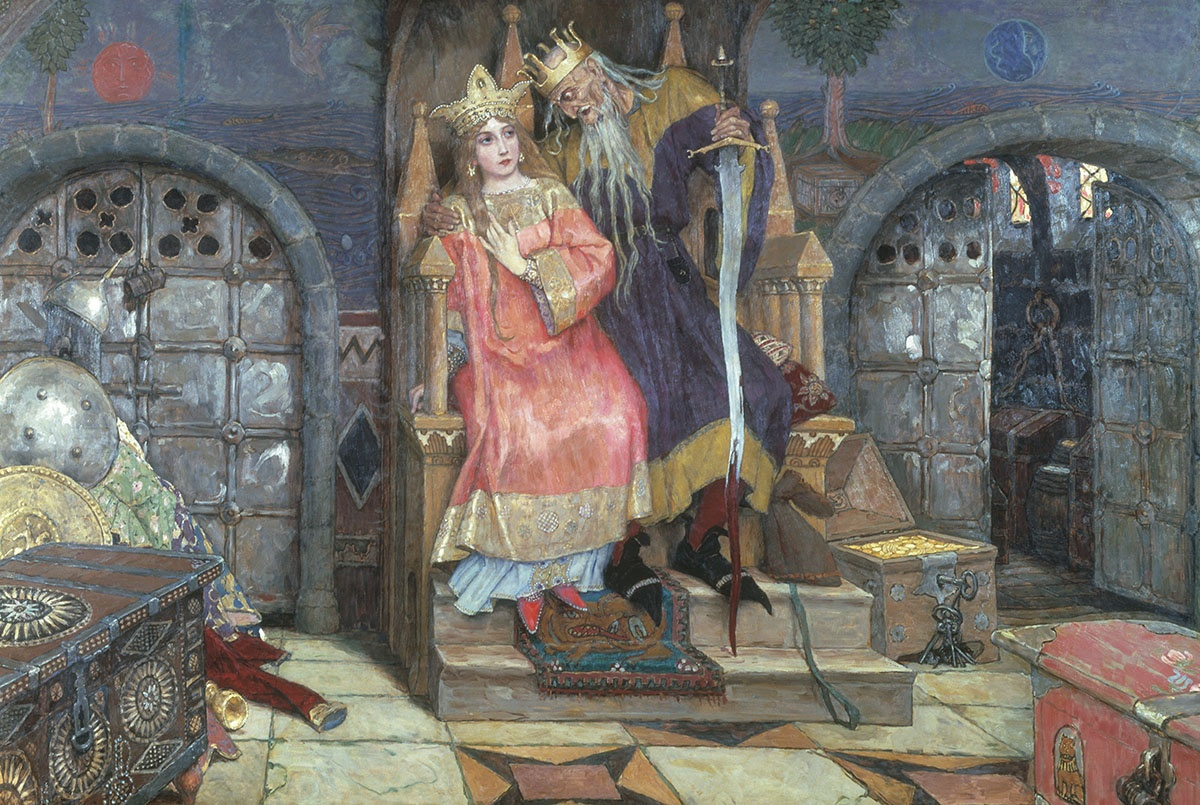
В. М. Васнецов «Кащей Бессмертный» (1917–1928)
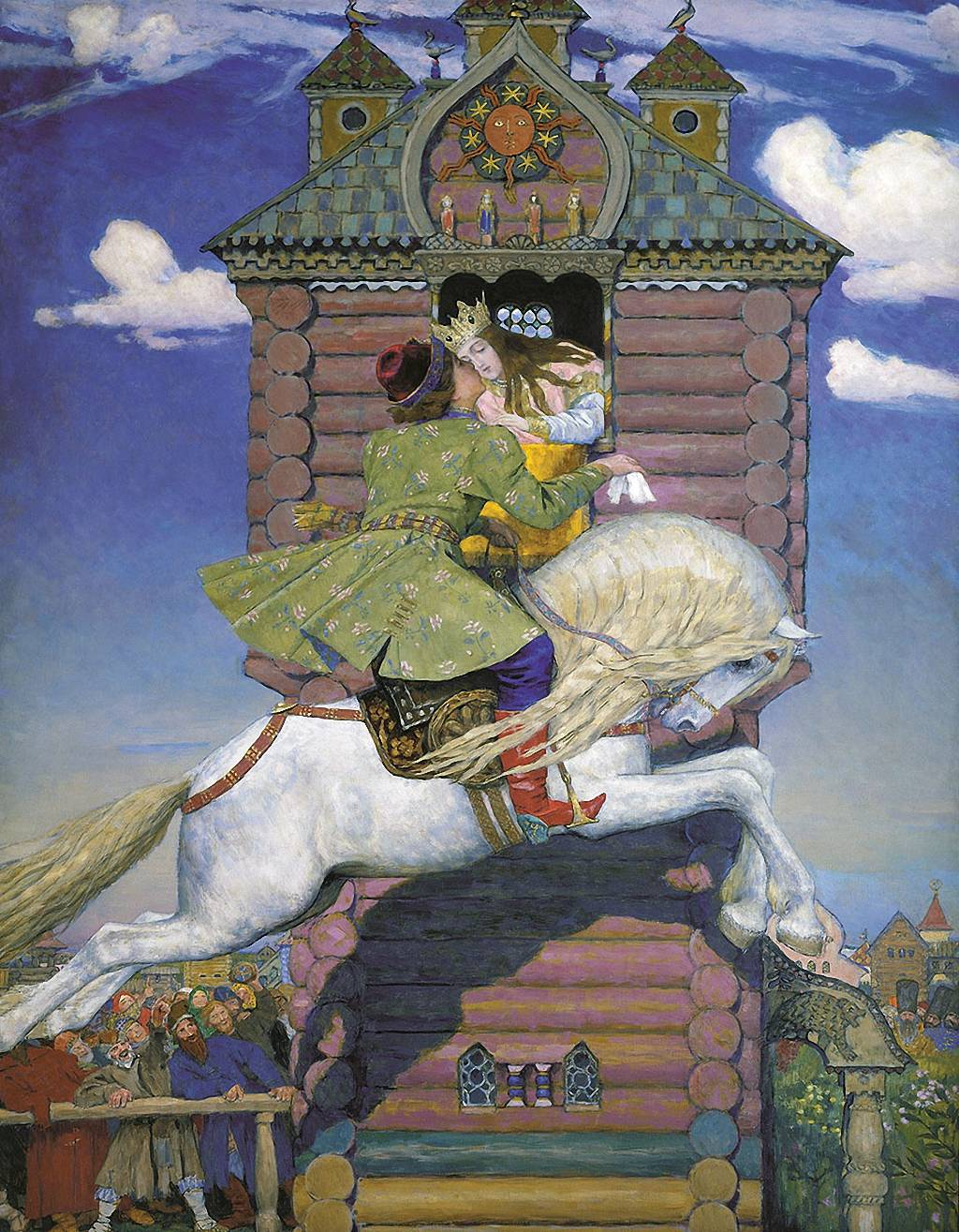
В. М. Васнецов «Сивка-Бурка» (1926)
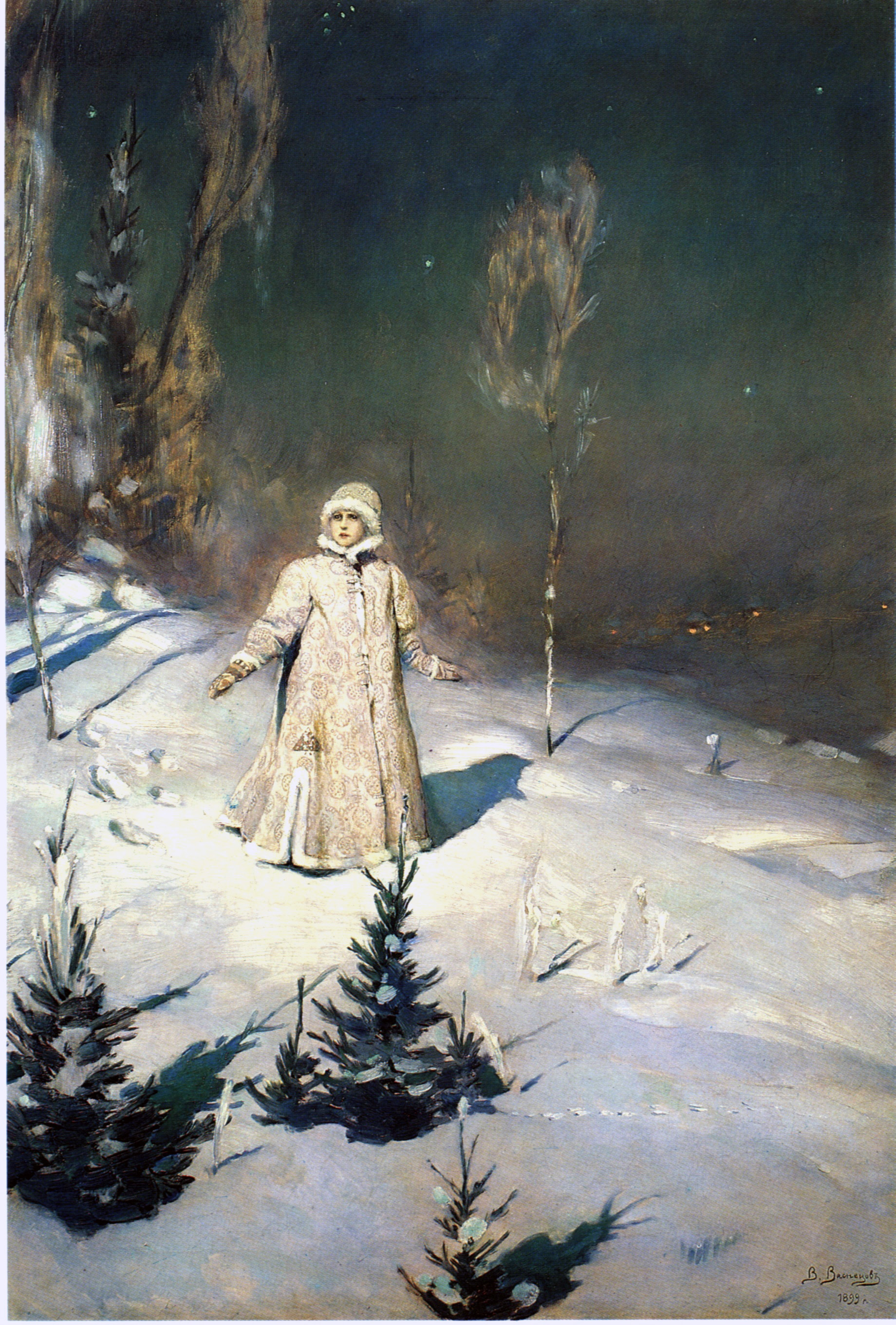
В. М. Васнецов «Снегурочка» (1899)
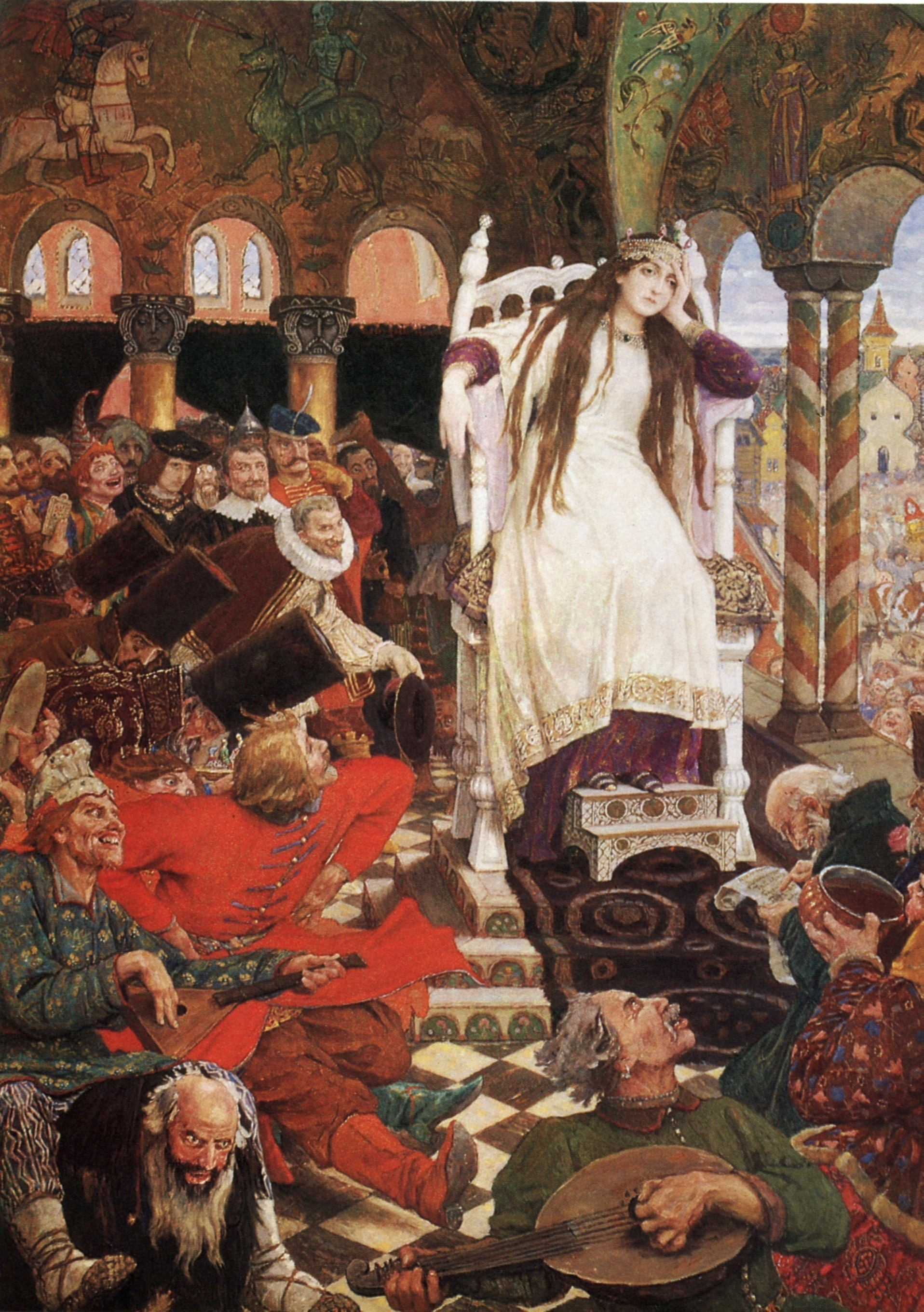
В. М. Васнецов «Царевна Несмеяна» (1916-1926)
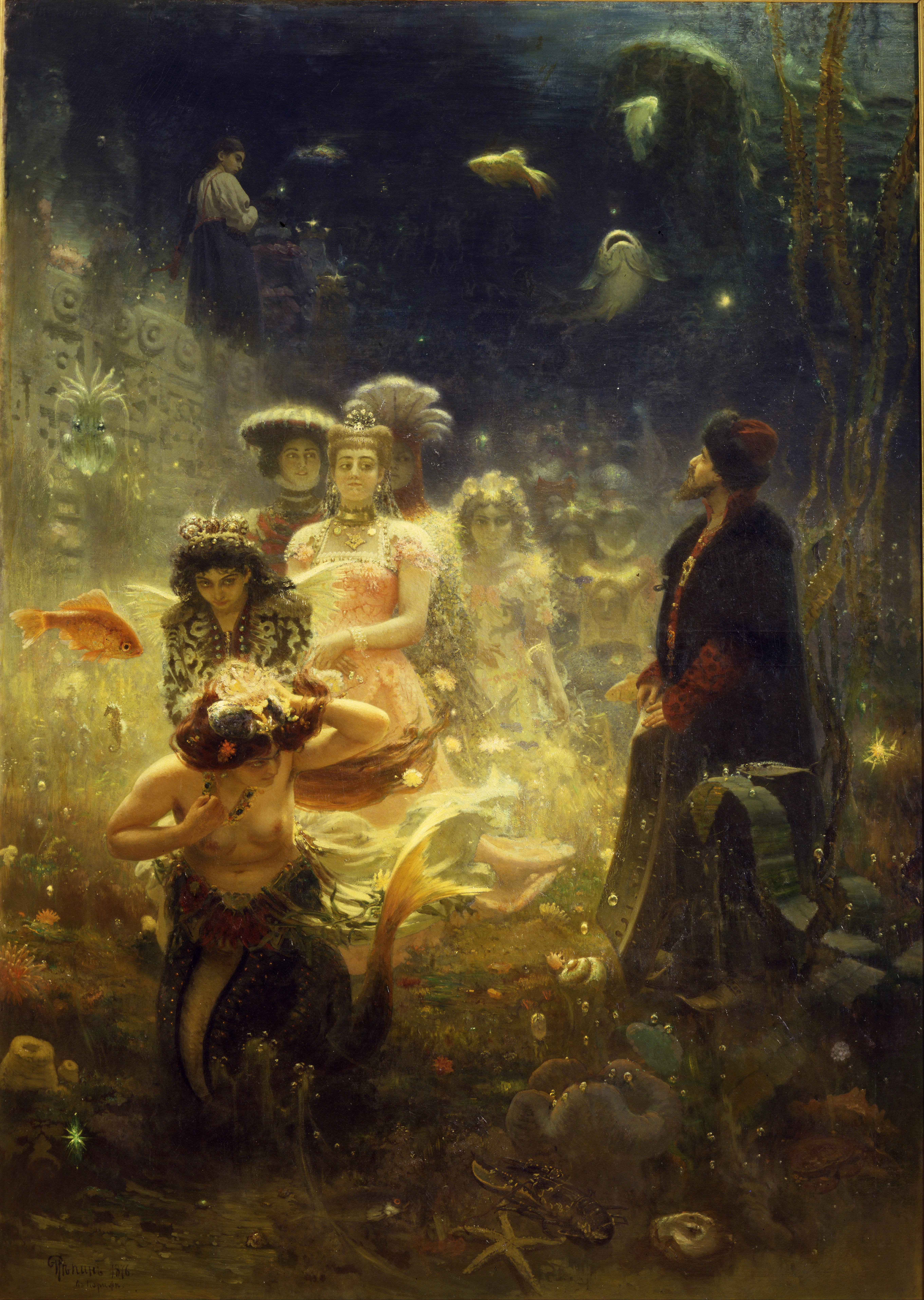
Илья Репин «Садко» (1876)